# AutoIt
AutoIt（オートイット）はWindows用のプログラミング言語である。
AutoItはWindows用プログラムのGUI自動操作機能を主な特徴としている。スクリプトは実行形式にコンパイル可能であり、コンパイルしたものはAutoItインタプリタのインストールされていない環境でも動作する。フリーウェアであり非常に多くのライブラリ、開発ツールが存在する。

## 主な特徴
- 実行環境はWindows
- TCPとUDPをサポート
- COMオブジェクトをサポート
- DLLをサポート
- コンソールアプリケーションの実行と標準ストリームへのアクセスが可能
- GUI、メッセージボックス、入力ボックスの作成が可能
- 音声ファイルの制御可能
- マウス操作のシミュレートが可能
- ウィンドウ、プロセスの操作が可能
- アプリケーション、アプリケーション内の各コントロールへの入力、キーストロークの送信が可能
- スクリプトをスタンドアローンの実行形式にコンパイル可能
- Unicodeをサポート(v3.2.4.0以降)
- 64ビットコードをサポート(v3.2.10.0以降)
- 正規表現をサポート
- Windows Vistaのユーザーアカウント制御に対応

## 歴史
- 1998年12月 - C言語によるキーストローク送信のアイデアが提案される。
- 1999年1月 - AutoIt v1.0 リリース。
- 1999年8月 - AutoIt v2、AutoItX リリース。
- 1999年9月 - AutoIt用コンパイラ リリース。
- 2002年12月 - AutoIt v3 (ベータ版)。
- 2004年2月 - AutoIt v3 (安定版)。
- 2006年9月 - Auto3Lib 開始。
- 2007年11月 - AutoIt v3.2.10.0 リリース。Auto3LibがAutoIt v3に組み込まれる。
- 2008年5月 - AutoIt v3.2.12.0 リリース。GUI関数が追加される。
- 2008年12月 - AutoIt (及びAutoItX) v3.3.0.0 リリース。

AutoItはもともとはGPLライセンスの下でソースコードの公開をおこなっていたが、現在はソースコードの公開は中止されている。これは別プロジェクトが繰り返しAutoItのソースコードを取り込んだ上でAutoItに対して敵対的な行動をとったため、と説明されている。

## 例

### Hello World!
```
; メッセージボックスに "Hello, world!" と表示して終了。

MsgBox
(
0
,
 
"Title"
,
 
"Hello, world!"
)

Exit

```

### 平均値を計算
```
; ユーザーが入力した数値の平均を求める

; 数値はカンマ(",")で区切られていなければならない

#NoTrayIcon

#include
 
<
GUIConstantsEx
.
au3
>

#include
 
<
Array
.
au3
>

 

#region
---------------
GUI
-----------------------
 

$form
 
=
 
GUICreate
(
"平均計算"
,
 
300
,
 
75
)

$label
 
=
 
GUICtrlCreateLabel
(
"平均を計算する数値をカンマ(
""
,
""
)で区切って入力"
,
 
20
,
 
5
)

$textbox
 
=
 
GUICtrlCreateInput
(
""
,
 
20
,
 
20
,
 
220
)

$label1
 
=
 
GUICtrlCreateLabel
(
"="
,
 
245
,
 
20
,
 
30
,
 
20
)

$ansLabel
 
=
 
GUICtrlCreateLabel
(
""
,
 
255
,
 
20
,
 
50
,
 
20
)

$button
 
=
 
GUICtrlCreateButton
(
"平均を計算"
,
 
100
,
 
45
)

GUISetState
(
@SW_SHOW
)

#endregion
---------------
END
 
GUI
-----------------------

 

While
 
1

        
$msg
 
=
 
GUIGetMsg
()

        
If
 
$msg
 
=
 
$GUI_EVENT_CLOSE
 
Then
 
Exit

        
If
 
$msg
 
=
 
$button
 
Then

                
If
 
_findAvg
(
GUICtrlRead
(
$textbox
))
 
=
 
"malform1"
 
Then

                        
GUICtrlSetData
(
$ansLabel
,
"エラー"
)

                
Else

                        
GUICtrlSetData
(
$ansLabel
,
 
_findAvg
(
GUICtrlRead
(
$textbox
)))

                
EndIf

        
EndIf

WEnd

 

Func
 
_findAvg
(
$nums
)

        
Local
 
$sData

        
Local
 
$ans

        
;入力チェック----------------->

        
$chk
 
=
 
StringRight
(
$nums
,
 
5
)

        
If
 
$chk
 
=
 
","
 
Then
 
$nums
 
=
 
StringTrimRight
(
$nums
,
 
1
)

        
If
 
StringInStr
(
$nums
,
 
","
)
 
<
 
1
 
Then

                
Return
 
(
"malform1"
)

        
EndIf

        
;----------------->

        
$sData
 
=
 
StringSplit
(
$nums
,
 
","
)

        
$ans
 
=
 
0

        
For
 
$i
 
=
 
1
 
To
 
$sData
[
0
]

                
$ans
 
+=
 
$sData
[
$i
]

        
Next

        
$ans
 
=
 
$ans
 
/
 
$sData
[
0
]

        
Return
 
(
$ans
)

EndFunc
   
;==>_findAvg

```

## AutoItX
COMインターフェイス、DLLをサポートしているスクリプト言語、プログラミング言語向けにAutoItXというDLL形式ファイルが用意されている。AutoItXを使用することでAutoItの組み込み関数の一部を他の言語から使用することが可能である。

### 使用例
Perl
```
use
 
Win32::OLE
;

$oAutoIt
 
=
 
Win32::OLE
->
new
(
"AutoItX3.Control"
);

$oAutoIt
->
Run
(
"Notepad.exe"
,
 
""
);

```

Ruby
```
require
 
'win32ole'

oAutoIt
 
=
 
WIN32OLE
.
new
(
'AutoItX3.Control'
)

oAutoIt
.
Run
(
"Notepad.exe"
,
 
""
)

```

Python
```
import
 
win32com.client

oAutoIt
 
=
 
win32com
.
client
.
Dispatch
(
"AutoItX3.Control"
)

oAutoIt
.
Run
(
"Notepad.exe"
,
 
""
)

```

## 参照
1. ↑  https://www.autoitscript.com/site/autoit-news/autoit-v3-3-16-1-released/
2. ↑  http://www.autoitscript.com/forum/index.php?showtopic=7204